# Norma Cruz
Norma Angélica Cruz Córdova (Ciudad de Guatemala, septiembre de 1962) es una activista y feminista guatemalteca reconocida por su lucha en contra de la violencia sexual y el feminicidio. Desde su fundación a principios del 2000 hasta 2016 estuvo al frente de la Asociación Sobrevivientes de Víctimas de Violencia. En agosto de 2016 anunció que dejaba la dirección de la organización a causa de una enfermedad de carácter progresivo que disminuye su capacidad motriz.
Ha recibido múltiples reconocimientos nacionales e internacionales por su lucha en favor de las mujeres en la infancia.

## Biografía
Nació en Ciudad de Guatemala, en el seno de una familia pobre con vínculos con movimientos revolucionarios. A los 12 años se incorporó a la guerrilla. Estuvo con el Ejército Guerrillero de los Pobres vinculada durante 20 años. En 1999, tras la firma de paz, retomó su vida de civil. 
A los 13 años fue misionera en Campur, Alta Verapaz de la congregación católica Esclavas del Sagrado Corazón de Jesús. Entre 1977 y 1980 dirigió asociaciones estudiantiles en el Instituto María Luisa Samayoa Lanuza. En 1982 se exilió a Nicaragua donde participó en la fundación de la Coordinadora Centroamericana Monseñor Romero, regresando al país cinco años después.
De 1988 a 1993 fue cofundadora y miembro del consejo de la Oficina de Servicios Múltiples de la Conferencia de Religiosos de Guatemala. En 1991 dirigió la Asociación para la Educación y Desarrollo.
De 1994 a 2004 fue asesora de la Unidad de Asentamientos de Guatemala y el Frente de Pobladores de Guatemala. 
En 1996 también fundó la Casa de Servicios en Derechos Humanos, Agrarios y Laborales 
Su vida quedó marcada en 1999 por la violación de su hija y la batalla para que el responsable, su padrastro, el exguerrillero Arnoldo Noriega fuera condenado. 

Antes era activista de derechos humanos y viví de cerca el proceso de paz, pero no me imaginé ni caí en la cuenta de los derechos de las mujeres ni la violencia que sufrían. Fue hasta que me tocó vivirlo que tomé conciencia de la realidad y de cómo esas víctimas del presente estaban sin ningún acompañamiento. Participé en proyectos de acompañamiento de víctimas del pasado, pero ahora conocer casos de violaciones sexuales, golpes y asesinatos es muy chocante, porque estamos en tiempos de paz.
Norma Cruz, 2014

### Fundación Sobrevivientes
El sistema judicial era lento, un caso tardaba años en llegar a los tribunales y no existía asistencia jurídica ni psicológica para las víctimas.
En 2001 empezó a construirse la Asociación Sobrevivientes de Víctimas de Violencia fundada oficialmente en 2003 año en que realizó la primera personería jurídica de la asociación llevando casos de otras víctimas. En 2005 empezaron a apoyar casos de feminicidio.
En 2005 en contacto con las exdiputadas, Zury Ríos y Mirna Ponce que apoyaron las acciones que permitieron obtener los primeros fondos para ayudar a las mujeres y a las niñas y niños.
De 2006 a 2010 recibieron numerosas amenazas. En Chiquimula, cuando se abrió la oficina, lanzaron una bomba incendiaria sin embargo no se retrocedió. En un década pasaron de 60 a 1.500 casos denunciados.
Entre el 2007 y 2010 participó en la creación de iniciativas como Cunas Vacías, por el robo de menores de edad con fines de adopción ilegal, además de la redacción de las leyes contra la Explotación Sexual y Trata de Personas, así como contra el Femicidio, y en el programa de búsqueda Alba-Keneth.
En 2009 Michelle Obama le entregó el Premio para Mujeres Internacionales con Coraje.
Desde 2013 y de manera progresiva el mando de la fundación fue asumida por Claudia María Hernández Cruz, su hija. En agosto de 2016 Norma Cruz anunció que dejaba la dirección de la fundación a causa de una neuropatía motora mixta desmielinizante, una enfermedad que afecta el sistema motor que la obliga a utilizar andador o silla de ruedas.

## Premios y reconocimientos
- Propuesta para recibir el Premio Nobel de la Paz, en 2005.
- Premio Nacional de Derechos Humanos Padre Manolo Maqueira, Guatemala, 2007.
- Reconocida por el diario El País, España, como uno de los cien personajes de 2009.
- Personaje del Año, designado por el periódico Prensa Libre, Guatemala, 2009.
- Premio para Mujeres Internacionales con Coraje, Estados Unidos, 2009.